# 歡迎SHOW
《歡迎SHOW》，為韓國KBS 2TV製作的綜藝節目，由李瑞鎮、金鍾國、盧弘喆、金世正等人主持與出演，節目以明星才藝捐獻為主題，銷售運動家、藝術家、科學家等各界明星的才能，希望能發掘明星們的反轉魅力，是一檔新概念愛心捐款節目，自2016年5月6日開始每週五播出。

## 節目列表
| 次數                               | 集數 | 日期 (直播日期)   | 嘉賓 (身份) | 组合                    | 捐獻之才藝                  | 才藝驗證                                                                        | 現場購買團                                      | 備註 |
| 1                                  | 1    | 5月6日 (4月24日)  | 安貞煥 (退役韓國國家隊足球員、現足球評述員) 宋素姬 (国乐人) 吳俊浩 (韩国科学技术院 (KAIST) 教授)                      | 李瑞鎮 安貞煥           | 安貞煥的足球教室            | 60米橫跨漢江射門挑戰 兒童足球教室                                               | 周宇才 金信英 朴煥熙 MC Gree                    | 結果 李瑞鎮、安貞煥 勝出 特別演出：I.O.I                                                                                        |
| 1                                  | 1    | 5月6日 (4月24日)  | 安貞煥 (退役韓國國家隊足球員、現足球評述員) 宋素姬 (国乐人) 吳俊浩 (韩国科学技术院 (KAIST) 教授)                      | 金鍾國 宋素姬           | 宋素姬的國樂活動            | 穿透瀑布的聲音 才能展視                                                         | 周宇才 金信英 朴煥熙 MC Gree                    | 結果 李瑞鎮、安貞煥 勝出 特別演出：I.O.I                                                                                        |
| 1                                  | 2    | 5月13日 (4月24日) | 安貞煥 (退役韓國國家隊足球員、現足球評述員) 宋素姬 (国乐人) 吳俊浩 (韩国科学技术院 (KAIST) 教授)                      | 盧弘喆 吳俊浩           | 與機器人 HUBO 的未來體驗    | 機器人 HUBO 的多樣技能                                                          | 周宇才 金信英 朴煥熙 MC Gree                    | 結果 李瑞鎮、安貞煥 勝出 特別演出：I.O.I                                                                                        |
| 2                                  | 3    | 5月20日 (5月15日) | 徐章煇 (退役韓國國家隊籃球員、現綜藝主持) 河錫辰 (演員) Steve J & Yoni P (設計師夫婦)                                 | 李瑞鎮 徐章煇           | 徐章煇的一日主婦            | 籃球對決                                                                        | 金賽綸 全烋星 劉在煥 全昭彌                     | 結果 李瑞鎮、徐章煇 勝出 |
| 2                                  | 3    | 5月20日 (5月15日) | 徐章煇 (退役韓國國家隊籃球員、現綜藝主持) 河錫辰 (演員) Steve J & Yoni P (設計師夫婦)                                 | 金鍾國 河錫辰           | 河錫辰的個人輔導            | 头脑对决                                                                        | 金賽綸 全烋星 劉在煥 全昭彌                     | 結果 李瑞鎮、徐章煇 勝出 |
| 2                                  | 4    | 5月27日 (5月15日) | 徐章煇 (退役韓國國家隊籃球員、現綜藝主持) 河錫辰 (演員) Steve J & Yoni P (設計師夫婦)                                 | 盧弘喆 Steve J Yoni P   | Steve Yoni 的服裝改剪       | 即場修褲                                                                        | 金賽綸 全烋星 劉在煥 全昭彌                     | 結果 李瑞鎮、徐章煇 勝出 |
| 3                                  | 5    | 6月3日 (5月25日)  | 洪京民 (歌手、音樂人、演員) 車太鉉 (演員、綜藝主持) 朴娜萊 (搞笑藝人) 金昭熙 (大廚)                                   | 李瑞鎮 朴娜萊           | 朴娜萊的搞笑教室            | 鋼管舞表演 Gag 教室                                                             | 金請夏 申奉仙 崔 熙 李昌燮 (BTOB) 鄭鎰勳 (BTOB) | 結果 金鍾國、洪京民、車太鉉 勝出 特別演出：朴澀琪、孔文成                                                                       |
| 3                                  | 5    | 6月3日 (5月25日)  | 洪京民 (歌手、音樂人、演員) 車太鉉 (演員、綜藝主持) 朴娜萊 (搞笑藝人) 金昭熙 (大廚)                                   | 金鍾國 洪京民 車太鉉    | 洪 ‧ 車活動團               | 福不福乒乓球 3人4足                                                             | 金請夏 申奉仙 崔 熙 李昌燮 (BTOB) 鄭鎰勳 (BTOB) | 結果 金鍾國、洪京民、車太鉉 勝出 特別演出：朴澀琪、孔文成                                                                       |
| 3                                  | 6    | 6月10日 (5月25日) | 洪京民 (歌手、音樂人、演員) 車太鉉 (演員、綜藝主持) 朴娜萊 (搞笑藝人) 金昭熙 (大廚)                                   | 盧弘喆 金昭熙           | 金昭熙的上門料理            | 制作涼伴橡子涼粉                                                                | 金請夏 申奉仙 崔 熙 李昌燮 (BTOB) 鄭鎰勳 (BTOB) | 結果 金鍾國、洪京民、車太鉉 勝出 特別演出：朴澀琪、孔文成                                                                       |
| 4                                  | 7    | 6月17日 (6月8日)  | Zico (Block B) (饒舌歌手) 文世潤 (喜劇演員) SISTAR (音樂組合)                                                         | 李瑞鎮 SISTAR           | Sistar 的夏日禮包           | 運動秘訣 肌肉訓練                                                               | ——                                              | 結果 盧弘喆、Zico 勝出 特別演出：柔術丹尼尔、李陽升(桶大叔)、Team Brothers 、朴基泰、許安娜、鄭彩妍(I.O.I)、鄭彩妍父母          |
| 4                                  | 7    | 6月17日 (6月8日)  | Zico (Block B) (饒舌歌手) 文世潤 (喜劇演員) SISTAR (音樂組合)                                                         | 金鍾國 文世潤           | 歡迎 Show 雜技團            | 一口吞魔術 show                                                                 | ——                                              | 結果 盧弘喆、Zico 勝出 特別演出：柔術丹尼尔、李陽升(桶大叔)、Team Brothers 、朴基泰、許安娜、鄭彩妍(I.O.I)、鄭彩妍父母          |
| 4                                  | 8    | 6月24日 (6月8日)  | Zico (Block B) (饒舌歌手) 文世潤 (喜劇演員) SISTAR (音樂組合)                                                         | 盧弘喆 Zico             | Zico 的人生 Song            | 向 Zico 學習 - Hip-hop 教室                                                     | ——                                              | 結果 盧弘喆、Zico 勝出 特別演出：柔術丹尼尔、李陽升(桶大叔)、Team Brothers 、朴基泰、許安娜、鄭彩妍(I.O.I)、鄭彩妍父母          |
| 5                                  | 9    | 7月1日 (6月22日)  | 朴修弘 (喜劇演員) 朱利安·姜 (模特兒、演員) 金信英 (喜劇演員) 金鍾旼 (歌手、綜藝主持) 率智 (EXID) (歌手)               | 李瑞鎮 朴修弘           | 朴修弘的婚禮主持            | 為金鍾國量身訂做的結婚典禮                                                      | ——                                              | 結果 李瑞鎮、朴修弘 勝出 特別演出：金興國、姜鎮、金孝善、金素慧(I.O.I)、金志浩、金在旭                                          |
| 5                                  | 9    | 7月1日 (6月22日)  | 朴修弘 (喜劇演員) 朱利安·姜 (模特兒、演員) 金信英 (喜劇演員) 金鍾旼 (歌手、綜藝主持) 率智 (EXID) (歌手)               | 金鍾國 金鍾旼 率智      | 金鍾旼和率智的放送舞蹈教室  | 情侶舞蹈學習                                                                    | ——                                              | 結果 李瑞鎮、朴修弘 勝出 特別演出：金興國、姜鎮、金孝善、金素慧(I.O.I)、金志浩、金在旭                                          |
| 5                                  | 10   | 7月8日 (6月22日)  | 朴修弘 (喜劇演員) 朱利安·姜 (模特兒、演員) 金信英 (喜劇演員) 金鍾旼 (歌手、綜藝主持) 率智 (EXID) (歌手)               | 盧弘喆 朱利安·姜 金申英 | 朱利安和申英的護身術        | 折斷棒球棒 街頭打架法 力量對決                                                  | ——                                              | 結果 李瑞鎮、朴修弘 勝出 特別演出：金興國、姜鎮、金孝善、金素慧(I.O.I)、金志浩、金在旭                                          |
| 6                                  | 11   | 7月15日 (7月6日)  | 金俊鉉 (喜劇演員) | ——                      | 金俊鉉美味的一餐            | 露營 BBQ 救活要死的湯                                                           | ——                                              | 特別演出：金道均 |
| 7                                  | 12   | 7月22日 (7月6日)  | 黃致列 (歌手) | ——                      | 黃致列的歌唱教室            | 歌唱教室                                                                        | ——                                              | 特別演出：藝靜華、Baby Soul(Lovelyz)、JIN(Lovelyz)                                                                              |
| 8                                  | 13   | 7月29日 (7月20日) | 李荣杓 (退役韓國國家隊足球員) 赵宇钟 (藝人)                                                                           | ——                      | 李荣杓的青春指導            | 球技示範 足球對決                                                               | ——                                              | 特別演出：鄭太昊、吳娜美、李商勛、宋英吉(搞笑演唱會)                                                                            |
| 9                                  | 14   | 8月5日 (7月20日)  | 金榮澈 (搞笑藝人、喜劇演員) Roy Kim (歌手)                                                                            | ——                      | 金榮澈和Roy Kim的英語會話   | 英語教室                                                                        | ——                                              | 特別演出：洪榛浩 |
| 8月12日及8月19日因里約奧運停播兩週 |      |                   | |                         |                             |                                                                                 |                                                 | |
| 10                                 | 15   | 8月26日 (8月17日) | 柳熙烈 (歌手) | ——                      | 柳熙烈的森林音樂會          |                                                                                 | ——                                              | 特別演出：鄭承煥、李珍雅、申宰平(Peppertones)、李章源(Peppertones)                                                              |
| 11                                 | 16   | 9月2日 (8月)      | 好友特輯 洪錫天 (模特兒、藝人、演員) 柳承秀 (演員) 金智珉 (搞笑藝人、喜劇演員)                                        | 李瑞鎮 柳承秀           | 柳承秀的錄音書籍            | 啞劇示範 聲音測試：突襲朴明洙電台                                               | ——                                              | 結果 盧弘喆、洪錫天 勝出 特別演出：朴明洙、朴智允、李元日、劉民相、許卿煥、 崔秀敏 (聲優、車太鉉母親)、車太鉉聲音(電話)特別出演 |
| 11                                 | 16   | 9月2日 (8月)      | 好友特輯 洪錫天 (模特兒、藝人、演員) 柳承秀 (演員) 金智珉 (搞笑藝人、喜劇演員)                                        | 金鍾國 金智珉           | 金智珉的跨張出場化妝        | 許卿煥秋日郊游                                                                  | ——                                              | 結果 盧弘喆、洪錫天 勝出 特別演出：朴明洙、朴智允、李元日、劉民相、許卿煥、 崔秀敏 (聲優、車太鉉母親)、車太鉉聲音(電話)特別出演 |
| 11                                 | 17   | 9月9日 (8月)      | 好友特輯 洪錫天 (模特兒、藝人、演員) 柳承秀 (演員) 金智珉 (搞笑藝人、喜劇演員)                                        | 盧弘喆 洪錫天           | 誘惑的餐車                  | 搞笑演唱會隊試吃挑戰                                                            | ——                                              | 結果 盧弘喆、洪錫天 勝出 特別演出：朴明洙、朴智允、李元日、劉民相、許卿煥、 崔秀敏 (聲優、車太鉉母親)、車太鉉聲音(電話)特別出演 |
| 9月16日及9月23日停播兩週           |      |                   | |                         |                             |                                                                                 |                                                 | |
| 12                                 | 18   | 9月30日 ()        | 1+1特輯 崔民秀 (演員) 張度練 (搞笑藝人、喜劇演員) 松雨 (歌手、畫家) 池相烈 (主持、搞笑藝人、喜劇演員) 黃載根 (設計師) | 李瑞鎮 松雨 張度練      | 松雨 & 張度練的時尚彩繪改良 | 松雨教授自拍技巧 張度練教授拍攝全身照技巧 情侶畫報拍攝 即興繪畫主題：秋天的回憶 | ——                                              | 特別演出：朴智滿 (攝影師)、36.5℃ (崔民秀所屬樂隊)、李柄珍(喜劇演員)、金娜英 (gugudan) 、Outsider (rapper)                       |
| 12                                 | 18   | 9月30日 ()        | 1+1特輯 崔民秀 (演員) 張度練 (搞笑藝人、喜劇演員) 松雨 (歌手、畫家) 池相烈 (主持、搞笑藝人、喜劇演員) 黃載根 (設計師) | 金鍾國 崔民秀           | 崔民秀的皮革工藝            | 製作皮革鎖匙鏈                                                                  | ——                                              | 特別演出：朴智滿 (攝影師)、36.5℃ (崔民秀所屬樂隊)、李柄珍(喜劇演員)、金娜英 (gugudan) 、Outsider (rapper)                       |
| 12                                 | 19   | 10月7日 ()        | 1+1特輯 崔民秀 (演員) 張度練 (搞笑藝人、喜劇演員) 松雨 (歌手、畫家) 池相烈 (主持、搞笑藝人、喜劇演員) 黃載根 (設計師) | 盧弘喆 池相烈 黃載根    | 池尚烈 & 黃載根的狗旅館     | 拳擊示範 用拳頭熄滅蠟燭 氣球拳擊                                                | ——                                              | 特別演出：朴智滿 (攝影師)、36.5℃ (崔民秀所屬樂隊)、李柄珍(喜劇演員)、金娜英 (gugudan) 、Outsider (rapper)                       |

## 外部連結
- 歡迎SHOW （页面存档备份，存于）官方網站
- 歡迎SHOW-DAUM
- 歡迎SHOW-NAVER （页面存档备份，存于）